# Byrnedale
Byrnedale est une census-designated place située dans le comté d'Elk, dans l’État de Pennsylvanie, aux États-Unis. Lors du recensement de 2020, elle compte 382 habitants.